# Ludmila Armata
Ludmila Armata (nascida em 1954) é uma pintora nascida na Polónia que vive e trabalha no Quebec. Ela nasceu em Cracóvia e emigrou para o Canadá em 1981.
O seu trabalho encontra-se incluído nas coleções do Musée national des beaux-arts du Québec, e da Galeria Nacional de Arte de Washington.